# Hypoestes tetraptera
Hypoestes tetraptera är en akantusväxtart som beskrevs av Raymond Benoist. Hypoestes tetraptera ingår i släktet Hypoestes och familjen akantusväxter. Inga underarter finns listade i Catalogue of Life.